# Coracina newtoni
El oruguero de Reunión (Coracina newtoni) es una especie de ave de la familia  Campephagidae. Habita en la  isla de Reunión, un territorio francés en el océano Índico, es una especie en peligro crítico de extinción.

## Descripción
El oruguero de Reunión es un ave arbórea pequeña. Su plumaje presenta dimorfismo. Los machos son de color gris con una espalda más oscura y zona inferior más clara; su cara es oscura y da la impresión de tener una máscara. La hembra es muy diferente, su parte superior es pardo oscuro y moteado la zona inferior con una línea blanca en el ojo. Su llamado es un silbido claro tui tui tui, del cual deriva su nombre en francés tuit-tuit.

## Distribución y hábitat
La especie solo habita en la fronda del bosque, su distribución solo abarca dos pequeñas zonas en el bosque montano subtropical nativo de Reunión en la zona norte de la isla. Si bien antiguamente estaba muy extendida por Reunión, la zona donde se lo encuentra con mayor frecuencia es el Plaine des Chicots – Plaine d'Affouches Important Bird Area cerca de Saint-Denis la capital de la isla. Su dieta se compone por lo general de insectos, aunque también consumen frutos.

## Estado y conservación
El oruguero de Reunión es una especie en peligro crítico de extinción y en la actualidad es motivo de esfuerzos para conservarlo. La zona en la que habita se ha reducido y en la actualiadad solo se la encuentra en un territorio de apenas 16 km². Su población es estable aunque muy reducida, estimándose en unas 50 aves adultas, y es muy vulnerable a desastres locales tales como incendios de bosques o degradación del hábitat. Gatos y ratas introducidos por el hombre atacan a la especie (especialmente a las aves jóvenes), y herbívoros introducidos tales como el ciervo degradan el poco hábitat que queda.